# Screamin’ Eagle
Screamin’ Eagle in Six Flags St. Louis (Eureka, Missouri, USA) ist eine Holzachterbahn des Herstellers Philadelphia Toboggan Coasters mit der Seriennummer 145, die am 10. April 1976 eröffnet wurde.
Als sie 1976 zur Zweihundertjahresfeier der USA eröffnet wurde, wurde sie vom Guinness-Buch der Rekorde bei einer Höhe von 33,5 m als höchste Achterbahn der Welt aufgeführt. Sie besitzt ein L-förmiges Out-and-Back-Layout. Screamin’ Eagle war die letzte Achterbahn, die vom renommierten John C. Allen konstruiert wurde, der ein historischer Designer von Achterbahnen war. Allen glaubte, dass eine Achterbahn nicht nur auf Grund des Nervenkitzels beeindrucken sollte, sondern auch durch ihre prächtige Schönheit.

## Renovierung
1990 wurden die Züge ausgetauscht und von 2003 bis 2006 erhielt Screamin’ Eagle einige bedeutsame Reparaturen wie zum Beispiel Lackierung, neue Schienen und einen Austausch des Bedienpults. Trotz dieser Reparaturen behielt Screamin’ Eagle sein altes Fahrgefühl, das zum Nervenkitzel der Fahrt hinzukommt und das Gefühl vermittelt, keine Kontrolle zu haben.

## Züge
Screamin’ Eagle besitzt zwei Züge mit jeweils sechs Wagen. In jedem Wagen können vier Personen (zwei Reihen à zwei Personen) Platz nehmen.